# System zwalczania dronów (BSL)
Polski system zwalczania dronów – BSL,  opracowany i  rozwijany od 2018 przez Zakłady Mechaniczne Tarnów i WAT, system zwalczania powietrznych statków latających. System należy do klasy sprzętu tzw. ostatniej szansy, ponieważ maksymalny zasięg skuteczny jest ograniczony do 2 km.

## Konstrukcja
W 2023 na XXXI Międzynarodowym Salonie Przemysłu Obronnego w Kielcach, producent zaprezentował najnowszą wersję systemu zwalczania BSL, zamontowaną na nowym nośniku – transporterze opancerzonym Waran, opracowanym przez Hutę Stalowa Wola.
Za wykrycie celu, a potem jego trafienie, odpowiada zaawansowany elektroniczny system wykrywania i śledzenia celu, którego podstawowym wyposażeniem jest nowoczesna głowica optoelektroniczna.
System posiada szybkostrzelny, 4 – lufowy karabin maszynowy WKLM kal. 12,7 mm, o zasięgu  do 2000 m, który jest w stanie wystrzelić serie nabojów z prędkością 3600 strz./minutę. Taśma z nabojami  liczy 400 nabojów. Posiada możliwość zmiany szybkostrzelności w zakresie 250-3600 strzałów, a także w tej konfiguracji można ustawić żądaną długość serii w zakresie 50 – 200 pocisków. Pozwala to na osiągnięcie wysokiej gęstości ognia, umożliwiającej zwalczanie nawet dronów klasy mini i mikro.
Karabin jest zintegrowany z głowicą optoelektroniczną wyposażoną w kamery, dzienną i termalną oraz dalmierz laserowy. Dodatkowo system wspierany jest przez zewnętrzny radar, który wykrywa BSL, nawet niewielkich rozmiarów z odległości do 15 km.
System jest obsługiwany zdalnie przez operatora, który, ma do dyspozycji podgląd z kamer na dużym ekranie oraz pulpit sterujący całym systemem. System działa w trzech trybach: manualnym i pół automatycznym w którym operator wspomagany jest przez automatyczne śledzenie obiektu w torze wideo oraz tryb automatyczny, w którym cele są namierzane w pełni automatycznie, a operator decyduje o oddaniu strzału w odpowiednim momencie wskazanym przez system.

## Zadania
Głównym zadaniem systemu, jest ochrona infrastruktury krytycznej, takiej jak np. lotniska, czy jednostki wojskowe przed zagrożeniem z powietrza w postaci różnego rodzaju bezzałogowych i załogowych statków powietrznych. Według niepotwierdzonych informacji, nieznana ilość wież systemu została przekazane Ukrainie w ramach pomocy NATO.